# Libnotes (Afrolimonia) lophema
Libnotes (Afrolimonia) lophema is een tweevleugelige uit de familie steltmuggen (Limoniidae). De soort komt voor in het Afrotropisch gebied.